# Cerex
Cerex es una marca de cerveza fundada en el año 2013 por Destilados y Cervezas de Extremadura. Su actividad de negocio está centrada en la producción de cerveza de fermentación alta. Se trata de la primera fábrica de cerveza en Extremadura desde la desaparición de cerveza El Águila en el año 1985, tras el cierre de la factoría de Mérida.

## Historia
La breve historia de Cerveza Cerex es una historia de esfuerzo, innovación y emprendimiento. Con sede en la pequeña población cacereña de Zarza de Granadilla, esta cervecería artesanal comercializa cinco tipos diferentes de cerveza: Pilsen, Ibérica de Bellota, Cereza, Castaña, y Andares.

## Productos[2]
- Cerex Pilsen: Cerveza rubia - 5°
- Cerex Ibérica de Bellota: Cerveza de abadía tostada - 6,5°
- Cerex Cereza: Cerveza afrutada - 5°
- Cerex Castaña: Cerveza especial ahumada con castañas - 5°
- Cerex Andares: Cerveza elaborada con jamón ibérico de bellota - 7°

## Premios y reconocimientos

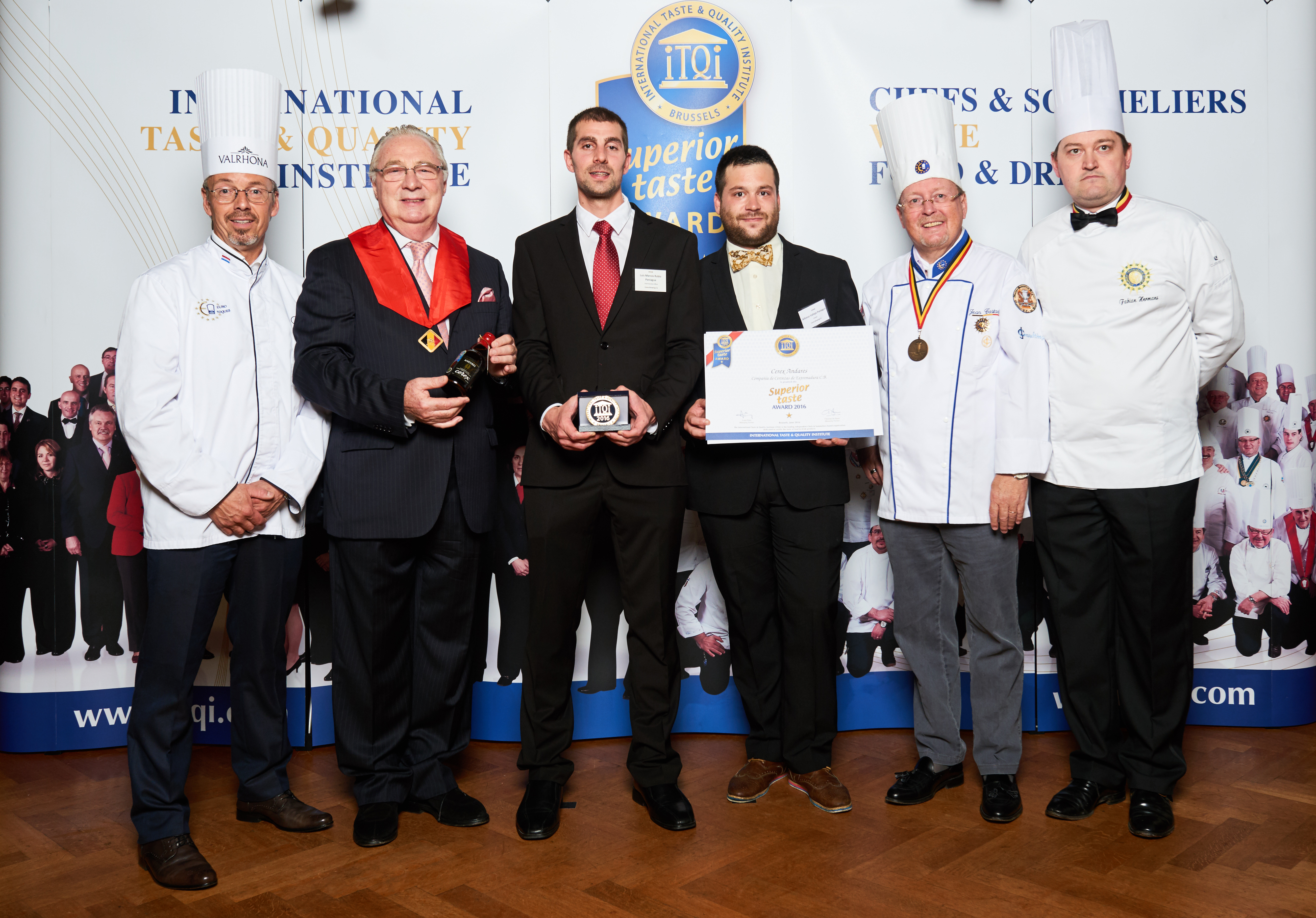
Superior Taste Award - International Taste & Quality Institute.

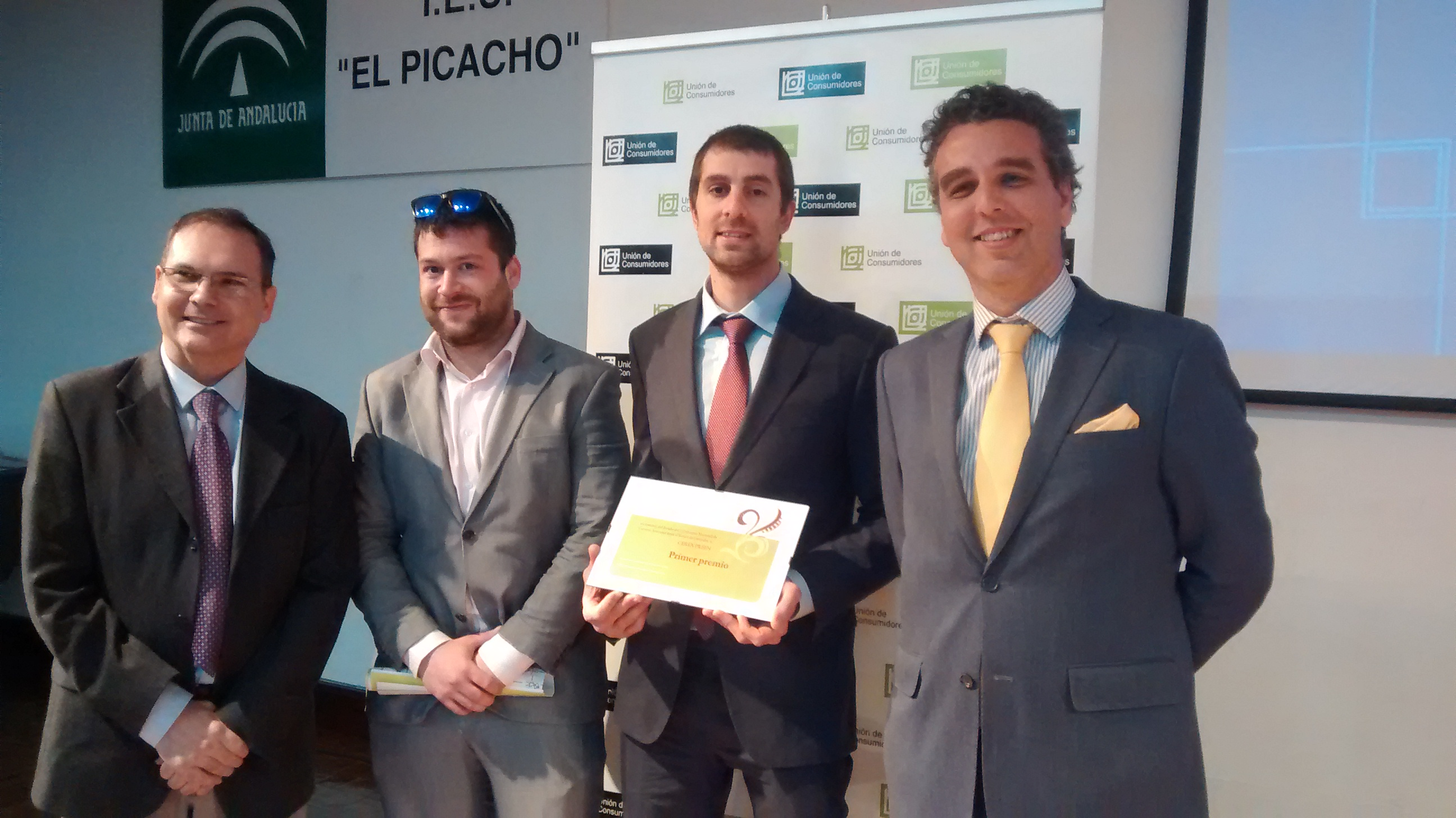
Premio Mejor Cerveza Artesana de España 2015. Unión de Consumidores de Cádiz.

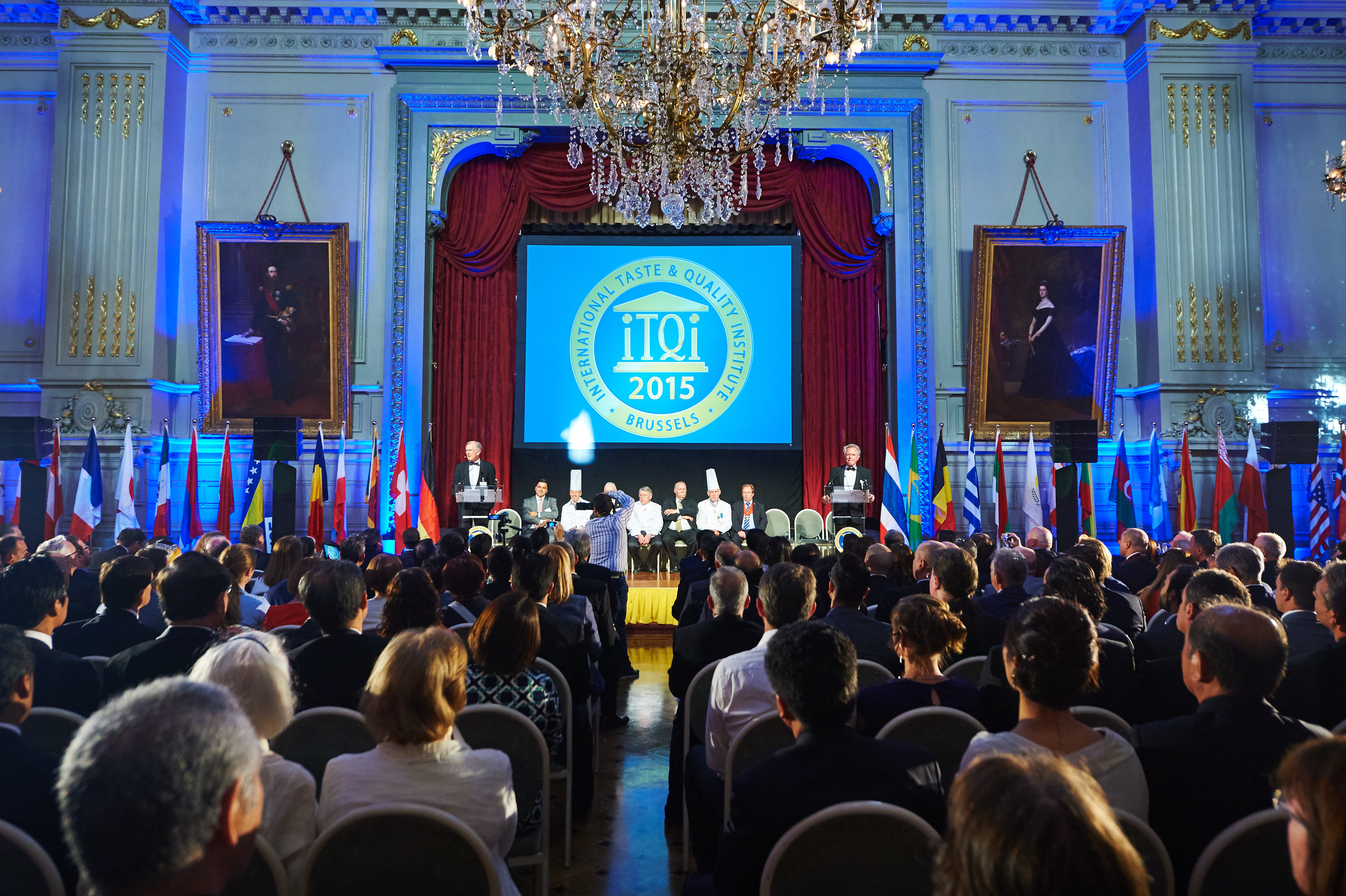
Uno de los edificios más emblemáticos de la capital belga, el Concert Noble de Bruselas, se ha convertido en el escenario que acoge la gala de entrega de los premios Superior Taste Award, más conocidos como las estrellas Michelín de los productos alimentarios.

- Superior Taste Award 2016: Quinta Estrella de Oro a la Cerveza Cerex Andares - Bruselas, Bélgica. Otorgado por el International Taste & Quality Institute

Cerex Andares: Premio Estrella de Oro al Sabor Superior (Superior Taste Award), Bruselas, Bélgica.
- Premio Capital Española de la Gastronomía a la «Iniciativa Emprendedor Junior» - Cáceres, España.

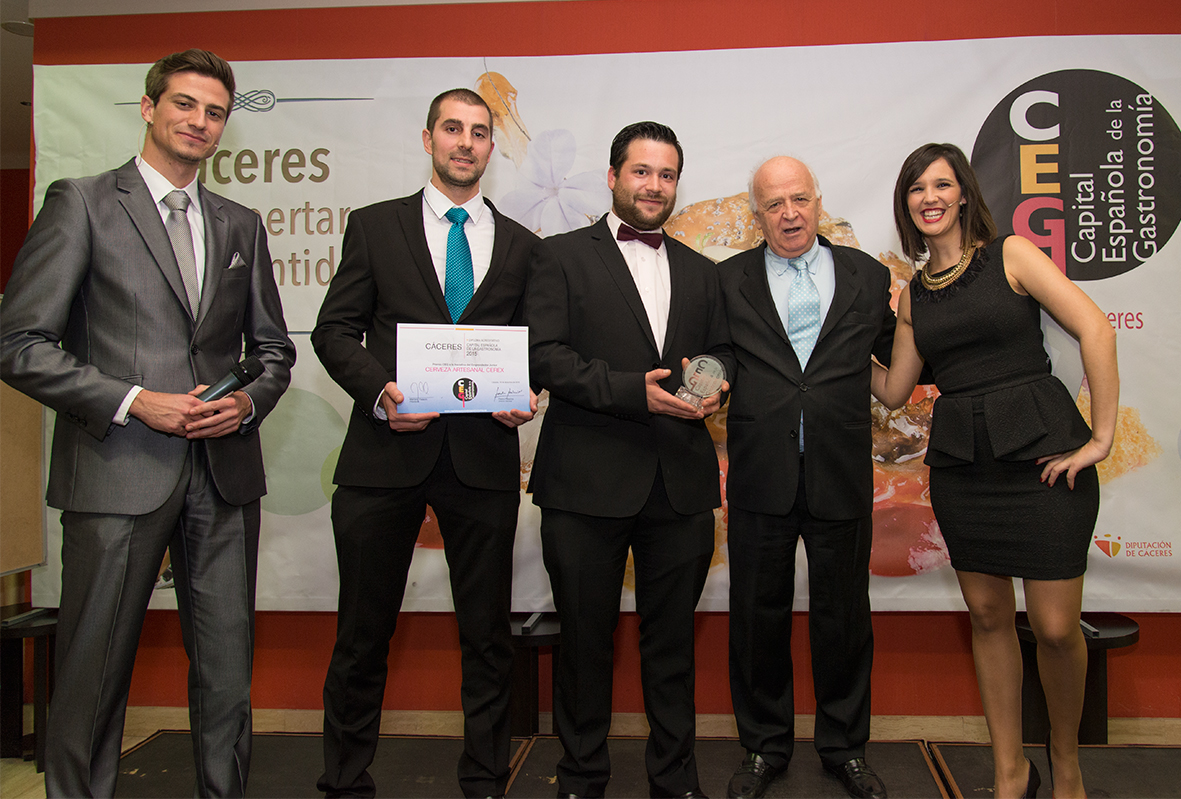
Premio Capital Española de la Gastronomía.

El Comité Técnico de Capital Española de la Gastronomía ha otorgado el “Premio CEG a la Iniciativa Emprendedor Junior” a Cerveza Cerex, en un acto presidido por el director general de Capital de la Gastronomía (Pedro Palacios), y el presidente de la Federación Española de Periodistas y Escritores de Turismo (Mariano Palacín).
Al evento acudieron personalidades del mundo gastronómico como Pepe Rodríguez Rey, restaurador y cocinero español, dueño del restaurante El Bohío y jurado del programa MasterChef (España) de TVE.
- Premios Somos Empresa - Madrid, España.

En octubre de 2015 Cerex es empresa finalista en los Premios Somos Empresa que organiza el Banco Popular Español en colaboración con El País y Cadena SER.
La determinación de finalista en la categoría Somos Futuro ha sido tomada por un jurado de expertos, eligiendo a Cerveza Cerex entre un total de 332 pequeñas y medianas empresas, pymes, de toda España que presentaron su candidatura.
El acto de entrega de premios tuvo lugar en el Teatro Real (Madrid), donde asistieron personalidades del mundo empresarial.
- Mejor cerveza artesana de España 2015 Cerex Pilsen - Cádiz, España. Otorgado por la Unión de Consumidores de Cádiz

Cerex Pilsen se ha alzado con el premio a la Mejor cerveza artesana de España en el I Concurso Nacional. Se trata de un certamen creado por la Unión de Consumidores de Cádiz con el objetivo de dar a conocer esta bebida a los consumidores y potenciar su relación con el mundo gastronómico. El jurado del concurso, que ha estado compuesto por un conjunto de miembros pertenecientes a la Unión de Consumidores de Cádiz, ha valorado la calidad de Cerex Pilsen, la originalidad de su etiquetado y packaging, así como el compromiso con la sostenibilidad.
La entrega de este Premio se torna todavía más especial al coincidir con el nombramiento de Cáceres como Capital Española de la Gastronomía.
- Superior Taste Award 2015: Dos estrellas de Oro a la Cerveza Cerex Pilsen - Bruselas, Bélgica. Otorgado por el International Taste & Quality Institute[5]

Cerex Pilsen: Premio Dos Estrellas de Oro al Sabor Superior (Superior Taste Award), Bruselas, Bélgica.

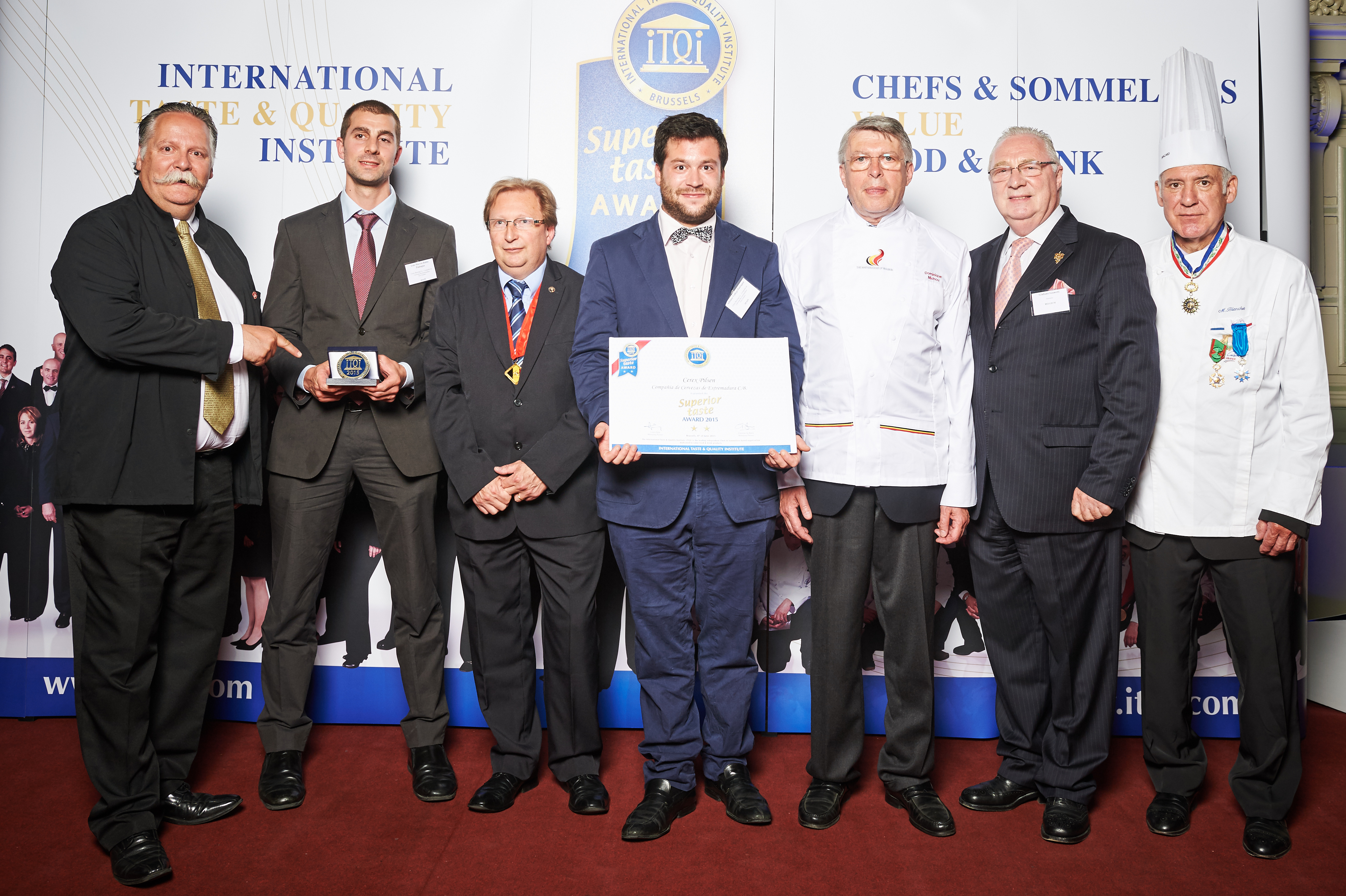
Premios Superior Taste Award. Organismo: International Taste & Quality Institute (Bruselas, Bélgica).El «iTQi Superior Taste Award» es el único sello de calidad en sabor otorgado por líderes de opinión, Chefs y Sommeliers con estrellas Michelín. Los miembros del Jurado de iTQi, provenientes de 17 países diferentes, forman parte de las asociaciones culinarias más prestigiosas de Europa.

El iTQi Superior Taste Award (Premio al Sabor Superior) es un reconocimiento internacional, único en su género, a la calidad del sabor. Dicha distinción certifica que los alimentos y bebidas premiados han reunido, o superado, las expectativas de calidad de los miembros del jurado de iTQi, compuesto por 120 distinguidos chefs, sumilleres y expertos en bebidas europeos con estrellas Michelín. Los productos son evaluados a ciegas, según sus propios méritos, siguiendo un proceso estricto de análisis sensorial que garantiza una neutralidad absoluta.
Los miembros del Jurado de iTQi, provenientes de 15 países diferentes, forman parte de las asociaciones culinarias más prestigiosas de Europa, tales como, los Maîtres Cuisiniers de France, l’Académie Culinaire de France, la Academy of Culinary Arts, Euro-Toques, la Federazione Italiana Cuochi, los Jeunes Restaurateurs d’Europe, la Asociación de Cocineros de España Archivado el 18 de junio de 2015 en Wayback Machine., la World Master Chefs Society, el Verband der Köche Deutschlands, así como la Association de la Sommellerie Internationale (ASI) para las bebidas Archivado el 4 de agosto de 2018 en Wayback Machine..
- Superior Taste Award 2014: Dos estrellas de Oro a la Cerveza Cerex Ibérica de Bellota - Bruselas, Bélgica. Otorgado por el International Taste & Quality Institute

Cerex Ibérica de Bellota: Premio Dos Estrellas de Oro al Sabor Superior (Superior Taste Award), Bruselas, Bélgica.
- Empresa Agroalimentaria del Año 2014 - Extremadura, España. Otorgado por El Periódico de Extremadura, Grupo Zeta

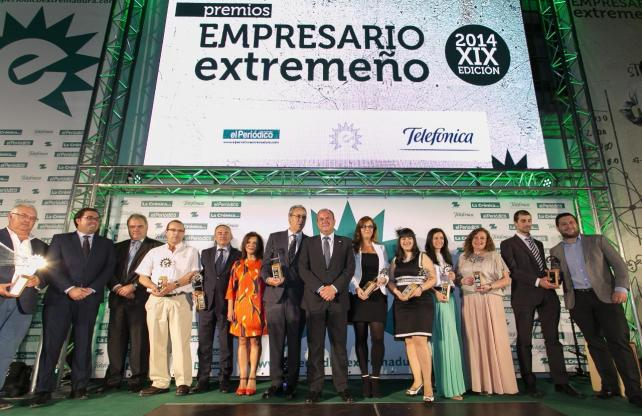
Premios Empresario del Año en Extremadura 2014. El Periódico de Extremadura - Grupo Zeta.

Cerveza Cerex recibe la reconocida distinción de Mejor Empresa Agroalimentaria en la XIX Edición de los premios «Empresario del año en Extremadura», que organiza El Periódico de Extremadura - Grupo Zeta.
La gala fue celebrada en el Hotel Fontecruz Cáceres-Palacio de Arenales, donde Marcos Rubio y Alfonso Vallejo recibieron el galardón de manos de Elena Nevado del Campo, alcaldesa de Cáceres.
Durante esta cita se reunieron más de 400 profesionales del mundo empresarial de la región. Desde la primera edición celebrada en 1996, éstos premios constituyen el gran referente anual de los negocios y la economía de Extremadura.
El evento contó con la presencia del presidente de la Junta de Extremadura, presidente de la Asamblea de Extremadura, vicepresidenta, consejero de Fomento, alcaldesa de Cáceres, presidentes de la diputación de Cáceres y Badajoz, y responsables del Grupo Zeta, entre otros.
- Producto Alimentario del Año 2013 - Valencia, España: Cerex Ibérica de Bellota. Otorgado por la revista especializada en marketing alimentario «Marketing4Food» en el Congreso M4F-AINIA.

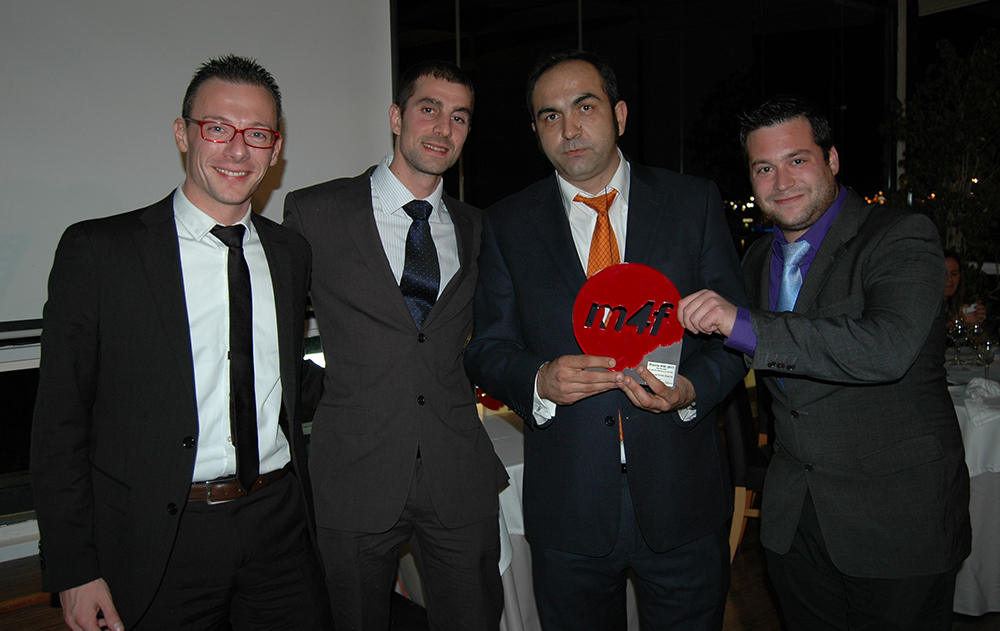
Premio al Producto Alimentario del Año 2013 en España. Congreso Marketing4Food-AINIA celebrado en el Hotel Las Arenas (Valencia, noviembre de 2013).

Cerex Ibérica de Bellota, Premio M4F al Mejor Producto del Año Val Venosta.
La firma cervecera nacida en Extremadura Cerex Ibérica de Bellota se ha alzado con el Premio M4F al Mejor Producto del Año Val Venosta, un galardón que se entregó en la ciudad de Valencia en noviembre de 2013 y con el que la conocida revista especializada en mercadotecnia alimentaria ‘Marketing4Food’ pretende reconocer el trabajo creativo e innovador, así como la calidad que se esconde detrás de los nuevos productos lanzados al mercado.
Entre ponencias y actividades, el Congreso M4F-AINIA que se celebró en el hotel Las Arenas de Valencia acogió la primera edición de los Premios M4F, unos galardones que se establecieron en diversas categorías relacionadas con el marketing alimentario, como Mejor Packaging, Mejor Campaña, Mejor Web o Mejor Producto Alimentario del Año, entre otros.
Esta última categoría, patrocinada por Manzanas Val Venosta, contó con la presencia en el escenario de Fabio Zanesco, responsable comercial de la firma italiana, quien tuvo el honor de hacer público el nombre del producto ganador, así como de entregar el trofeo a sus jóvenes creadores, Alfonso Vallejo y Marcos Rubio, los maestros cerveceros que han dado vida a Cerex Ibérica de Bellota, una cerveza original y única elaborada a partir de bellota, el producto más emblemático de Extremadura.